# Blackwood (brydż)
Blackwood to jedna z najbardziej popularnych konwencji brydżowych opracowana przez amerykańskiego brydżystę Easleya R. Blackwooda.
Istota tej konwencji to odzywka 4BA która pyta partnera o liczbę posiadanych asów. W pierwszej wersji tej konwencji odpowiadający używał prostej drabinki – pierwszy szczebel (5♣) pokazywał 0 lub 4 asy, drugi (5♦) jednego asa, trzeci – 2 asy itd.
Obecnie używa się wielu odmian konwencji, najpopularniejszą jest „rzymski blackwood” – odpowiadający liczy króla atu jako dodatkowego asa, a odpowiedzi są dwuznaczne:
- 5♣ pokazuje 0 lub 3 "asy"
- 5♦ pokazuje 1 lub 4 „asów”
- 5♥ pokazuje 2 „asy” bez damy atu
- 5♠ pokazuje 2 „asy” oraz damę atu

Istnieje także wiele innych, mniej znanych wersji konwencji takich jak:
- „bizantyjski blackwood” (nazwa tej konwencji to mały żart jej autora, Cesarstwo Bizantyńskie nastąpiło po rzymskim, według niego następna wersja powinna nazywać się „ottomański blackwood”)
- „kickback blackwood” (pytanie o asy to nie 4BA, ale z zależności od uzgodnionego koloru gry może to być 4♠, 4♥ lub 4♦)
- „blackwood wykluczający” (exclusion blackwood – podobnie jak „kickback” jest to odmiana blackwooda w której pytaniem nie jest 4BA ale inna odzywka, najczęściej na poziomie pięciu, która pyta o liczbę asów z wyłączeniem asa w kolorze w którym padło pytanie).